# Elisabeth Janda
Elisabeth Janda, död 1780 i Tišnov (tyska: Tischnowitz), Mähren, Ärkehertigdömet Österrike, Tysk-romerska riket, var en österrikisk musiker.
Janda var omtalad som vokalist, organist och dirigent av religiös musik i klostret Tischnowitz i Mähren från 1767. 